# 諾帝卡
諾帝卡（Nautica）是Authentic Brands Group旗下的美国服装品牌，主营男装、女装、童装和配饰，以及家居、手表和香水。Nautica由服装设计师朱欽騏及其合伙人于1983年创立。它于1984年被位於美國纽约州的服装公司State-O-Maine以现金和股票的形式收購。2003年， Nautica被威富公司收購。 
2018年3月，Authentic Brands Group（ABG）宣布从威富公司手中收购Nautica。此次交易于2018年4月30日完成。自从被ABG收购后，该品牌被重新定位为中高端品牌，价格略高于PVH的Izod和拉夫·劳伦马球的Chaps品牌，但低於PVH的汤美费格和Ralph Lauren Corporation的 Polo Ralph Lauren品牌.